# The Curse of Iku
The Curse of Iku is een Amerikaanse dramafilm uit 1918 onder regie van Frank Borzage.

## Verhaal
In de 19e eeuw lijdt de Amerikaanse matroos Allan Carroll schipbreuk in Japan en hij wordt er geholpen door de vriendelijke Yori. Prins Iku, die alle vreemdelingen op Japanse bodem doodt, stuurt zijn zus Omi San uit op onderzoek, maar zij wordt verliefd op Allan. Prins Iku neemt Yori en Allan gevangen, maar Allan doodt de prins en vlucht weg. Vijftig jaar later reist de kleinzoon van prins Iku naar de Verenigde Staten om de moord op zijn grootvader te wreken.

## Rolverdeling
| Acteur            | Personage                         |
| ----------------- | --------------------------------- |
| Frank Borzage     | Allan Carroll / Allan Carroll III |
| Tsuru Aoki        | Omi San                           |
| Kisaburo Kurihara |                                   |